# Новобарачати
Новобарача́ти (рос. Новобарачаты) — присілок у складі Кропивинського округу Кемеровської області, Росія.

## Населення
Населення — 138 осіб (2010; 165 у 2002).
Національний склад (станом на 2002 рік):
- росіяни — 94 %